# Mauritiusi bülbül
A mauritiusi bülbül (Hypsipetes olivaceus) a verébalakúak (Passeriformes) rendjébe, ezen belül a bülbülfélék (Pycnonotidae) családjába és a Hypsipetes nembe tartozó faj. 25-27 centiméter hosszú. Mauritius nedves erdőiben él. Gyümölcsökkel, virágokkal, nektárral, rovarokkal és kis gerincesekkel táplálkozik. Monogám, novembertől februárig költ. Sebezhető, mivel kis területen kis egyedszámban él (1993-ban 280 párra becsülték populációját).

## Fordítás
- Ez a szócikk részben vagy egészben  a   Mauritius bulbul című angol Wikipédia-szócikk fordításán alapul.  Az eredeti cikk szerkesztőit annak laptörténete sorolja fel. Ez a jelzés csupán a megfogalmazás eredetét és a szerzői jogokat jelzi, nem szolgál a cikkben szereplő információk forrásmegjelöléseként.